# Arquijas
Les Arquijas sont des gorges de montagnes espagnoles. Situées en Navarre, à l'Est de Zúñiga, elles furent célèbres par deux victoires des Carlistes, commandés par Zumalacarregui sur les Christinos, le 12 décembre 1835 et le 5 février 1836.